# Schoondijke
Schoondijke (Zeeuws: Schoôndieke) is een dorp in de gemeente Sluis in de Nederlandse provincie Zeeland. Het dorp ligt in Zeeuws-Vlaanderen, zo'n vijf kilometer ten zuiden van Breskens en zes kilometer ten noordoosten van Oostburg. Schoondijke heeft 1.375 inwoners (2023).

## Geschiedenis
Het dorp werd reeds in de middeleeuwen genoemd (als "Vulendike", "Sconendica" en "Sconendike", tegenwoordig ook Oud-Schoondijke genoemd), maar lag toen op een iets andere plek. Ten gevolge van militaire inundaties is Oud-Schoondijke verdwenen. Het nieuwe Schoondijke bevindt zich in de Generale Prins Willempolder 2e deel die in 1652 gereed kwam. Het is een kruiswegdorp.
Van 1887 tot 1949 had Schoondijke tramverbindingen naar Breskens en Oostburg (en verder) van de Stoomtram-Maatschappij Breskens - Maldeghem (SBM) en (vanaf 1891) via de tramlijn Schoondijke - Veldzicht naar IJzendijke en verder (vanaf 1911 van de ZVTM). Vanaf 1948 namen busdiensten het vervoer over, daarna werden de sporen opgebroken.
Schoondijke is tijdens de Tweede Wereldoorlog vlak voor de bevrijding ernstig getroffen door granaten en vliegtuigbommen. Het dorp is na de oorlog nagenoeg volledig herbouwd in een voor die tijd typisch kaarsrecht stratenplan en typische architectuur. Dit is nog goed te zien aan het voormalige gemeentehuis en de drie kerken in het dorp.
Schoondijke was tot 1970 een zelfstandige gemeente en ging toen op in de voormalige gemeente Oostburg. Tot Schoondijke behoorde de buurtschap Sasput en de rooms-katholieke parochie had tot eind 2002 een kerkje in de noordelijk gelegen buurtschap Slijkplaat.

## Centrum

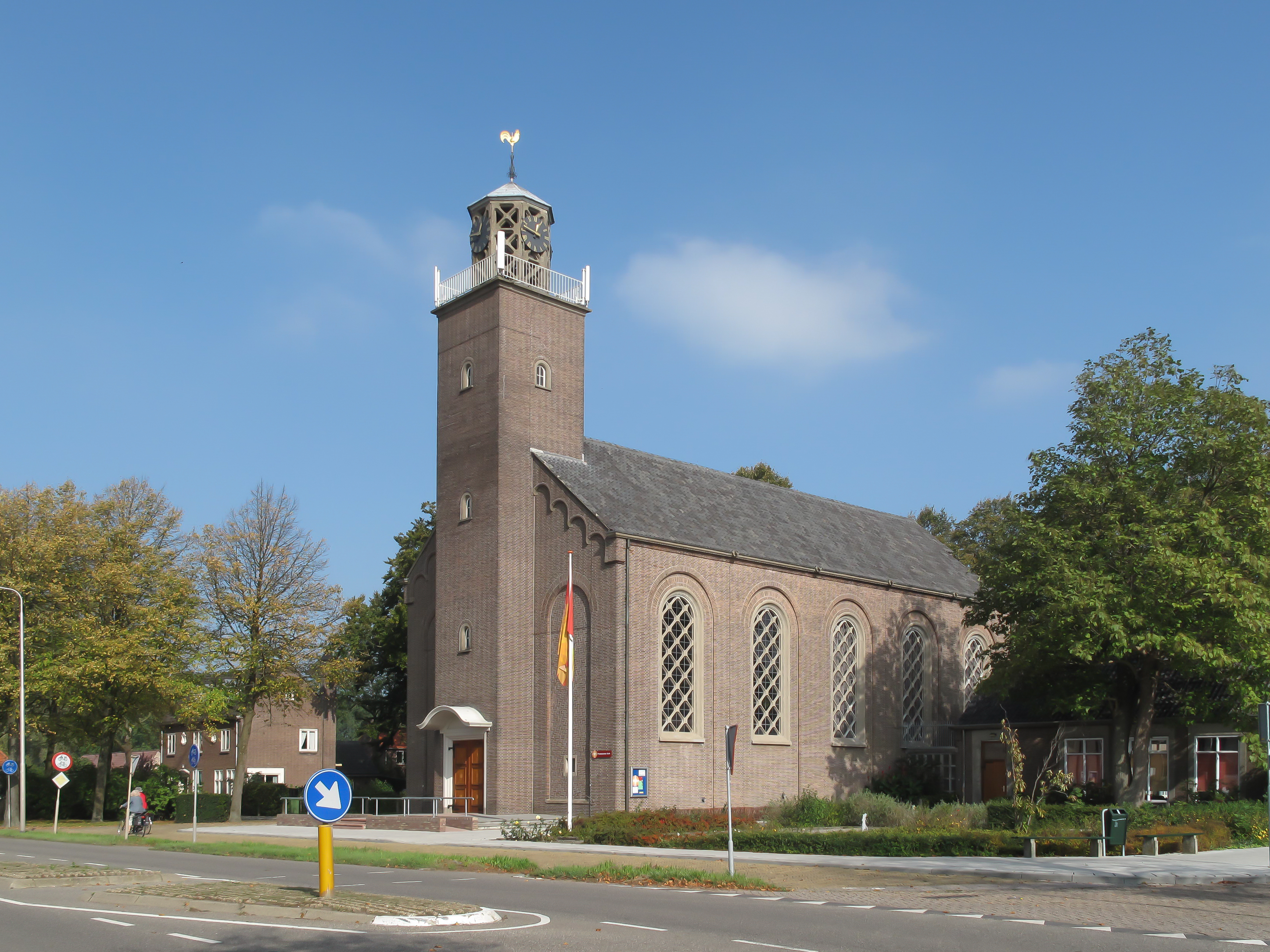
Hervormde kerk.

Het centrum van het dorp wordt gevormd door het dorpsplein ("de Brink"). Net naast het dorpsplein was er een rotonde, waar vier hoofdwegen tezamen kwamen. Hier bevond zich een hotel, oorspronkelijk voor handelsreizigers bedoeld. Dit is gemoderniseerd maar de oude gevelsteen is er nog steeds. Sinds de aanleg van de rondweg bij Schoondijke als deel van de Rijksweg 61 in 2013, rijdt het doorgaande verkeer niet meer door het dorp. In 2017 werd het centrum opnieuw ingericht, waarbij de rotonde is verdwenen en plaats heeft gemaakt voor een plein.

## Scholen
Schoondijke had een lagere landbouwschool, later de landbouwpraktijkschool. Dit was een unieke instelling. Begin 21e eeuw is deze gesloten. Op deze plek bevindt zich nu het "Technopark", met technisch georiënteerde bedrijven.
Hiernaast heeft Schoondijke in de jaren 50 van de 20e eeuw nog een katholieke middelbare school gekend, die was gevestigd in een kamp van nissenhutten ten oosten van het dorp. Later is deze naar het centraler gelegen Oostburg verhuisd.
Tot het begin van de 21e eeuw had Schoondijke drie basisscholen. Hiervan is er sinds de zomer van 2017 nog slechts een over.

## Monument

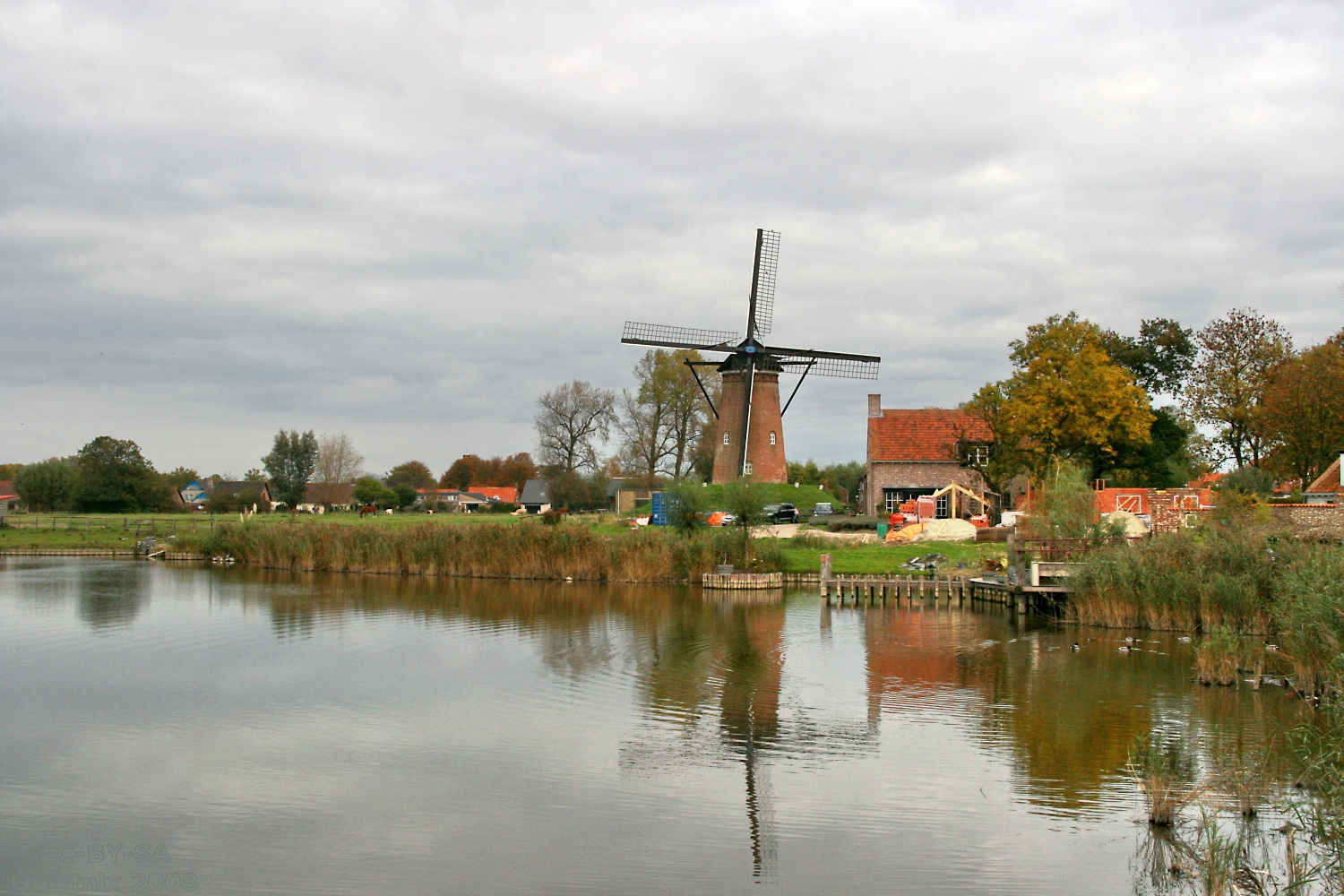
Hulsters Molen

Aan de rand van het dorp staat de korenmolen Hulsters Molen, een rijksmonument (monumentnummer 31528).

## Kerken
- Hervormde kerk
- Sint-Petrus Apostelkerk
- Gereformeerde kerk, inmiddels verbouwd tot woonhuis

Zie ook
- Algemene Begraafplaats van Schoondijke

## Natuur en landschap
Schoondijke ligt centraal in de Generale Prins Willempolder 2e deel, in het zeekleipoldergebied op een hoogte van ruim 1 meter. Deze polder is een grote, strak ingedeelde, renaissancepolder. Direct ten westen van de kom ligt de Molenkreek, en in het oosten ligt de Gaternissekreek. In het noorden loopt de Tragel met de gelijknamige buurtschap.

## Nabijgelegen kernen
Breskens, Groede, Oostburg, IJzendijke, Hoofdplaat
Steden: Aardenburg · IJzendijke · Oostburg · Sint Anna ter Muiden · Sluis

Dorpen: Breskens · Cadzand · Eede · Groede · Hoofdplaat · Nieuwvliet · Retranchement · Schoondijke · Sint Kruis · Waterlandkerkje · Zuidzande

Buurtschappen: Akkerput · Bakkersdam · Balhofstede · Biezen · Boerenhol · Braamhul · De Brabander · De Bracke · Cadzand-Bad · Cathelijneschans/Schans · Dam · De Dam · Draaibrug · Halve Maantje · Hans Vriezeschans · Het Eiland · Goedleven · Groeneboomgaard · Grootendam/De Hoogedam · Heille · Hoogendijk · Hoogeweg · Kapitalendam · Ketelaarstraat · Klakbaan · Klein-Brabant · Konijnenberg · Koninginnehaven · Kruisdijk · Kruishoofd · Maagdenberg · Maagd van Gent (deels) · Maaidijk · Marollenput · Moershoofde (deels) · Moleke (deels) · Molentje · Mollekot (deels) · De Munte · Nieuwesluis · Nieuwland · Nieuwvliet-Bad · Nolle · Nummer Een · Oostburgsche Brug · Oosthoek (deels) · Oudeland · Oudemenne · De Pas · Plankenpoortje · Plakkebord · De Platluis · Polderstraat/Steenoven · 't Poldertje · Ponte · Ponte-Avancé · Pyramide · Rijksweg · Ronduit · Roodenhoek · Sasput · Scherpbier · Sint Pieter · Slepershaven/Slapershaven · Slijkplaat · Slikkenburg · Sluissche Veer · Smedekensbrugge · Spitsbroek · Steenhoven · Steenoven · Stenen Heule · Stroopuit · Terhofstede · Ter-Moere · Tol (Schoondijke) · Tol (Waterlandkerkje) · De Tol · Tragel · Turkeye · Valeiskreek · Veldzicht · Veldzicht (deels) · De Verkorting · Verklikker · Vuilpan · Wafeldorp · Waterhoek · Waterloo · Zandertje · Het Zwindorp

Historische plaatsen: De Keizer · Oude Stad (Aardenburg) · Pannenhuis · Potjes

Zeeland: Steden en dorpen in Zeeland      Nederland: Provincies · Gemeenten